# Cantó de Roièra
El cantó de Roièra és un cantó francès del departament de la Cruesa, a la regió del Llemosí. Està enquadrat al districte de Lo Buçon, té 7 municipis i el cap cantonal és Roièra.

## Municipis
- Grand Montelh
- Roièra
- Sent Ginhan
- Sent Martin Chasteu
- Sent Maurèlh
- Sent Pardós Morteiròu
- Sent Peir

## Història
| Data d'elecció                           | Identitat       | Partit | Qualitat |
| ---------------------------------------- | --------------- | ------ | -------- |
| 1945-1958                                | Camille Benassy | SFIO   |          |
| 1958-1992                                | Pierre Ferrand  | PS     |          |
| 1992-                                    | Bernard Laborde | PS     |          |
| les dades anteriors no són pas conegudes |                 |        |          |
|                                          |                 |        |          |

## Demografia
| 1962  | 1968  | 1975  | 1982  | 1990  | 1999  | 2006  |
| ----- | ----- | ----- | ----- | ----- | ----- | ----- |
| 2.585 | 2.911 | 2.521 | 2.420 | 2.106 | 1.970 | 1.822 |